# Адарнасе II Артануджели
Адарнасе II (груз. ადარნასე II; умер монахом в 945 году под именем Василий) — грузинский принц Тао-Кларджети из династии Багратионов, который правил в Артануджи.

## Биография
Адарнасе II Багратион был старшим сыном Баграта I, умершего в 900 году.
Константин VII Багрянородный, автор книги «Об управлении империей» упоминает, что, когда Баграт умер, трое его сыновей — Адарнасе, Гурген и Ашот — поделили его владение. Но вскоре Гурген умер и Адарнасе присоединил его владения. Наконец после смерти Ашота в 939 году, он присоединил к своим владениям торговый город Артануджи. Однако у него всё ещё оставался конкурент в лице Давида I, князя Кларджети. После союза с Давидом I, Адарнасе II окончательно отрёкся от престола и оставил ему свою землю.
Согласно некоторым источникам, византийский император Лев VI передал Адарнасе II почётный титул куропалата. Адарнасе II стал монахом и изменил своё имя на Василий.
От брака с дочерью Давида I у Адарнасе II известных потомков не было.
В 945 году Адарнасе II скончался.